# Ada Marshania
Ada Marshania (georgiano: ადა მარშანია) nació el 1 de julio de 1961. Es una política georgiana de origen abjaso, vinculada al gobierno abjaso en el exilio de la República Autónoma de Abjasia, reconocida por Georgia como el gobierno legítimo de Abjasia.
Estudió derecho en la Universidad Estatal de San Petersburgo.

## Actividad parlamentaria
En 1993 como diputada del parlamento de Georgia, acompañando al líder Nino Burjanadze a la reunión parlamentaria de la OSCE en Holanda y Viena. Fue diputada del parlamento de Georgia entre 1995 y 1999, nuevamente elegida en 1999 en representación de Abjasia.
En 2002 como diputada del parlamento georgiano puso de manifiesto la alarma sobre la adquisición de la nacionalidad rusa de más de 40.000 ciudadanos de Abjasia, aunque las cifras oficiales de refugiados manifiestan que solo hay 25.000.
Fue candidata por el "Partido de los Trabajadores" de Shalva Natelashvili con el puesto número 12 en las postpuestas elecciones de 2008, presentándose por la demarcación de Zugdidi, no saliendo elegida.

## Consejo Supremo de Abjasia
Como miembro del Consejo Supremo de Abjasia, participó en las conversaciones con los organismos de Naciones Unidas para los refugiados de Abjasia. A raíz del abandono del puesto del Presidente del Consejo Supremo de la República Autónoma de Abjasia por parte de Temur Mzhavia el 16 de marzo de 2009, Ada Marshania, miembro del mismo Consejo, coincide en la falta de contacto entre el gobierno de Georgia y el Consejo Supremo.